# Taryn Thomas
Taryn Thomas (Bloomfield, 27 maggio 1983) è un'ex attrice pornografica statunitense.

## Biografia e carriera pornografica
Nasce a Bloomfield (New Jersey) da una famiglia di origine italiana. A 18 anni inizia a posare per fotografie e video softcore. Nel 2004 si trasferisce in California per intraprendere la carriera di attrice pornografica hardcore ed ha girato 12 on One 2, la prima scena, per Lethal Hardcore insieme a Melissa Lauren, Penny Flame, Sandra Romain e Lee Stone. Nel 2006 ha ottenuto il suo primo e unico premio in carriera, votata dai fan ai F.A.M.E. Awards.
Diverse volte è apparsa all'Howard Stern Show ed ha interpretato il ruolo di Snooki nella parodia Jersey Shore XXX nel 2010.
Dopo un infortunio, Taryn ha preso peso e si è allontanata dall'industria pornografica, diventando dipendente dall'uso delle droghe. Successivamente, una volta disintossicata, nel 2007 ha annunciato il suo ritorno per alcuni anni fino al 2012, quando ha definitivamente abbandonato l'industria. Nel 2009 ha diretto il suo primo e unico film da regista, Vogue Nasty, prodotto dalla sua casa di produzione Taryn It Up Ententairment.

## Filmografia parziale

### Attrice
- 12 on 1 #2 (2004)

### Regista
- Vogue Nasty (2009)

## Riconoscimenti
- F.A.M.E. Awards
  - 2006 – The Dirtiest Girl In Porn (Fan Award)[14]